# Simulium taipei
Simulium taipei är en tvåvingeart som först beskrevs av Tokuichi Shiraki 1935.  Simulium taipei ingår i släktet Simulium och familjen knott.
Artens utbredningsområde är Taiwan. Inga underarter finns listade i Catalogue of Life.